# Juan Reynoso Guzmán
Juan Máximo Reynoso Guzmán (Lima, 28 de diciembre de 1969) es un exfutbolista y entrenador de fútbol peruano que actualmente dirige al F. B. C. Melgar de la Liga 1 de Perú.
Formado en las inferiores de Alianza Lima, debutó con el primer equipo en 1986, donde una lesión muscular lo salvó de perecer junto a sus compañeros en una tragedia aérea, en diciembre de 1987. Luego de una cesión con Sabadell de España, en el año 1993 se unió a Universitario de Deportes, con el cual obtuvo el título del fútbol peruano en esa misma campaña. En 1994 firmó con Cruz Azul, convertido en el capitán del equipo que obtuvo el triplete continental en 1997 y el segundo puesto en la Copa Libertadores 2001. Finalizó su carrera deportiva con el Necaxa en 2004.
Obtuvo el «Octavo» y «Noveno» campeonato de Cruz Azul en el fútbol mexicano, como jugador y entrenador del equipo respectivamente, convirtiéndose en la primera (y hasta ahora única) figura de la institución en alcanzar este hito. Como técnico, ha resultado campeón con tres clubes diferentes del fútbol peruano que, al igual que el conjunto celeste (23 años), tenían varios años sin lograr un título: Coronel Bolognesi (78 años), Universitario de Deportes (9 años) y Melgar (34 años).
Fue capitán de la selección peruana hasta su retiro en 2000, en la cual disputó ochenta y cuatro partidos y anotó cinco goles. Participó en cinco ediciones de la Copa América, tres eliminatorias sudamericanas y en la Copa Oro de 2000, siendo este su último torneo como jugador internacional. Ejerció como técnico del combinado del 2 de agosto de 2022 al 13 de diciembre de 2023.

## Biografía
Juan Máximo nació el 28 de diciembre de 1969 en Lima, hijo de Juan Reynoso y Rosalina Guzmán, oriundos de Arequipa y del distrito de San Miguel respectivamente. A los 14 años, compartió con sus padres su decisión de incursionar en el fútbol durante dos años; de prosperar, seguiría esa carrera, de lo contrario, optaría por estudiar medicina. Su debut temprano en Alianza Lima a los 16 años y su posterior participación en la selección mayor, que incluyó su presencia en la Copa América de 1987, marcaron el comienzo de su carrera futbolística. Pese a jugar como centrocampista en sus inicios, posteriormente fue reclasificado como defensor, lo que le permitó llegar a desempeñarse como líbero por momentos. En 1990, con solo 20 años, emprendió su carrera en el extranjero al unirse al Sabadell de España, justo después de casarse con Rocío Serna, quien también era una figura destacada en la selección peruana de voleibol, y con quien tendría 3 hijos: Marcia, Valentino y Fernanda.

## Trayectoria

### Como jugador
Se inició en las divisiones menores de Alianza Lima. El 14 de junio de 1986 debutó como profesional en la derrota 1:0 ante Guardia Republicana en el Estadio Alejandro Villanueva. En 1990 emigró con rumbo a España para probar suerte con Sabadell, y a su regreso con Alianza Lima se afianzó como titular y capitán del equipo. Sin embargo, su deseo por trascender fuera de su país hizo que su estancia con el equipo durara solo un par de años tras su regreso.
El 19 de enero de 1993 se dio a conocer su traspaso a Universitario de Deportes, luego de que se cayeran las negociaciones de renovación con el equipo blanquiazul, de manera que se convirtió en una de las transacciones más controversiales, polémicas y atípicas para la época.
Con los merengues obtuvo el título del Campeonato Descentralizado en diciembre de 1993. Poco después, en junio de 1994, se unió a Cruz Azul por petición del técnico Enrique Meza, y se presentó en el fútbol mexicano el 9 de octubre en la derrota (2:1) ante los Pumas de la UNAM. Marcó su primer gol el día 28 del mismo mes en el triunfo (2:0) ante Toluca. Fue nombrado capitán en su segunda temporada y en diciembre de 1997 lideró grupo que levantó el título del Invierno con triunfo 2:1 en el global ante el Club León, el cual significó el primer campeonato del equipo celeste en diecisiete años. De igual forma, obtuvo también una Copa y dos títulos de la Copa de Campeones.
En la Copa Libertadores 2001 anotó en el empate 1:1 contra São Caetano, pero una lesión lo marginó del resto del torneo, donde finalizaron en la segunda posición. Dejó de ser considerado por José Luis Trejo, y se fue en verano de 2002 al Necaxa, donde se retiró dos años y medio después. Fue buscado por Rubén Omar Romano a inicios de 2005 (poco tiempo después de anunciar su retiro) para una segunda etapa con Cruz Azul. Sin embargo, Reynoso desistió, pues con 35 años, no quería que la afición del equipo lo viera con un nivel menor del que había expuesto en su momento.

### Como director técnico
Casi inmediatamente después del final de su carrera futbolística, comenzó a trabajar como entrenador. Inicialmente encontró empleo como asistente técnico durante las gestiones de Enrique López Zarza y Raúl Arias en el Necaxa, con 72 encuentros disputados en el cargo. En abril de 2007 regresa a su tierra natal, asumiendo su primer reto como primer entrenador de Coronel Bolognesi. El 16 de diciembre obtiene el título del Clausura, siendo el primer título del club en el máximo circuito en 78 años, y la clasificación a la Copa Libertadores por primera vez en la historia de la institución.
Universitario de Deportes

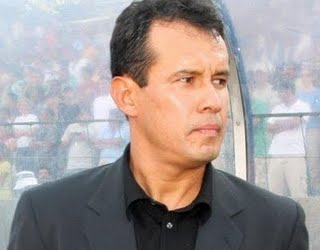
Reynoso en su etapa como DT de Universitario.

En diciembre de 2008 fue nombrado técnico de Universitario de Deportes, por toda la temporada 2009, y semanas después se daba la contratación de Nolberto Solano, quien fuera su excompañero de selección, para afrontar tanto la Copa Libertadores como el torneo local. Universitario empezó con buen pie su participación en el torneo continental, donde compartía el grupo 8 con San Luis, San Lorenzo y el Libertad de Paraguay; con el pasar de los meses se comenzó a dar importancia a la Libertadores y Reynoso empezaría la rotación de jugadores para pelear la clasificación a los octavos de final. Universitario llegó a la última fecha casi clasificado a la siguiente ronda, sólo tenía que empatar o perder por un gol, pero en la última fecha ante el equipo argentino en el Nuevo Gasómetro, los merengues cayeron (2:0), mientras que San Luis ganó por el mismo marcador a los paraguayos, consumándose la inesperada eliminación de los peruanos del torneo internacional.
En el torneo local el equipo fue el puntero durante casi todo el campeonato, hasta que perdió el liderazgo en las últimas fechas a manos de Juan Aurich, con lo cual tenían que disputar la serie par. El cuadro estudiantil fue puntero de la Liguilla sin sobresaltos y lograría su boleto para jugar la final del Campeonato Descentralizado. Obtuvo el título venciendo (2:0) al Alianza Lima, y fue elegido el mejor estratega en el plebiscito oficial.
Para la temporada 2010 el equipo mantuvo la base pero tuvo la pérdida de Solano, quien se regresó a Inglaterra. En la Copa Libertadores compartió el grupo 4 con el Blooming, Lanús y nuevamente con Libertad. Universitario sumaría 10 puntos y lograría su clasificación a octavos de final donde enfrentaría a São Paulo. Los dirigidos por Reynoso empataron (0:0) ambos encuentros y caerían ante los brasileros en la tanda de penales. En el torneo local, el club tuvo un comienzo regular y estuvo lejos de los punteros por un largo periodo. Cuando el equipo comenzaba a meterse de lleno en el campeonato, comenzarían los rumores sobre una posible renuncia por parte de Reynoso y su cuerpo técnico. Finalmente, en junio de 2010, renunció al cargo debido a los diversos problemas dirigenciales y la crisis económica que atravesaba la institución.
Transición en clubes y éxitos con FBC Melgar
Dos meses más tarde fue presentado como nuevo entrenador del Juan Aurich de la ciudad de Chiclayo. Debido a problemas con los dirigentes y con el presidente Edwin Oviedo a causa del pedido de los nuevos refuerzos para la temporada 2011, presentó su carta de renuncia a finales de 2010. En el mes de abril de 2011 fue nombrado como entrenador del Sporting Cristal en reemplazo del argentino Guillermo Rivarola. Lamentablemente, no pudo conseguir la regularidad deseada y en la Copa del Inca cayó eliminado en semifinales por el José Gálvez, equipo de la segunda división. En el torneo local la situación no mejoró y se mantuvieron lejos de los primeros lugares. Luego de perder en condición de local (0:4) ante la San Martín de Porres, presentó su renuncia en noviembre de 2011.
El 8 de enero del 2014, luego de su paso como asistente técnico de Cruz Azul en 2012 y como director técnico de Cruz Azul Hidalgo en la división de ascenso en 2013, es anunciado nuevo entrenador del Melgar de Arequipa. El 15 de febrero hace su debut ante la UTC en Cajamarca; el partido culmina en derrota por uno a cero y Reynoso termina siendo expulsado. Pese al complicado inicio, el equipo rojinegro logró remontar quedando tercero en la Copa del Inca, y se mantuvo entre los cuatro primeros durante el año deportivo: en el Apertura resultó subcampeón, mientras que en el Clausura ocupó el tercer lugar. En la tabla acumulada el cuadro arequipeño quedó primero, sin embargo al no ganar ningún torneo corto y debido a la mala organización del campeonato, apenas se logró clasificar a la Copa Sudamericana.
En el año 2015 cumplió su mejor temporada al mando del club. Después de disputar la Copa del Inca, el Torneo Apertura y ser eliminado por escaso margen de la Copa Sudamericana a manos del Junior de Barranquilla, Melgar logró su clasificación a las semifinales de los play-offs del Campeonato Descentralizado luego de derrotar a Juan Aurich en Arequipa (4:1) en la última fecha del Clausura, y una semana después resultó campeón del torneo venciendo a Real Garcilaso en definición por penales (4:2) tras igualar (1:1) en el tiempo reglamentario. En la semifinal, volvió a derrotar a Real Garcilaso, con marcadores de 1:0 (ida, en Arequipa) y 4:0 (vuelta, en el Cusco). En la final, se enfrentó a Sporting Cristal, campeón de la temporada anterior. Logró rescatar un empate (2:2) en el partido de ida, jugado en el Estadio Nacional del Perú, con un gol sobre el final de Minzum Quina. En el partido de vuelta, jugado en el Estadio Monumental de la UNSA, gracias a un gol de Bernardo Cuesta en el minuto 90, Melgar se impuso por 3-2 y se coronó, en el año de su centenario, campeón nacional luego de 34 años.
En 2016 llega nuevamente a la final del campeonato, enfrentándose a Sporting Cristal tras superar a Real Garcilaso en la semifinal. Esta oportunidad se ganó al ubicarse entre los primeros del acumulado. Sin embargo, esta vez caería, quedando subcampeón. En septiembre de 2017 se oficializó su salida del equipo, para fungir como asistente técnico de Enrique Meza, en el Club Puebla.
Irrupción en México
Ejerció como asistente en el conjunto poblano entre el 3 de octubre de 2017 y 24 de marzo de 2019. Luego de que "Ojitos" fuera prescindido del cargo, le ofrecieron a Reynoso el puesto de entrenador, pero optó por rechazar la propuesta, pues quiso respetar su amistad con el histórico técnico y su equipo de trabajo, por lo que regresó a Perú para dirigir a Real Garcilaso. Sin embargo, después de 18 partidos con el club, dimitió de su cargo para firmar con el Puebla de México en la fecha siete del Apertura.
Durante el Clausura 2020 el conjunto de La Franja se mantuvo como la mejor defensa del campeonato al permitir tan solo siete goles en 10 encuentros. La mejor campaña de Reynoso con el equipo la viviría en el Guardianes 2020 donde, con el último boleto de la reclasificación, venció Monterrey (2:4) en la tanda de penales y accedió los play-off. En la fase de eliminación directa, el equipo se enfrentó a León en una serie muy equilibrada, culminando (3:2) en favor de los Panzas Verdes, que semanas después se harían con el campeonato. Finalizado el torneo, el 5 de diciembre de 2020 se hizo oficial la salida de Reynoso, dejando una impresión positiva con el conjunto poblano.
Consagración en Cruz Azul
El 2 de enero del 2021 fue nombrado DT de Cruz Azul. Su elección como entrenador en jefe resultó controvertida, pues el equipo venía de una polémica derrota ante la Universidad Nacional, que igualó la semifinales del torneo previo (4:4) y los condenó a una penosa eliminación. Con esto, se especulaba la llegada de un entrenador con más renombre en el fútbol mexicano, estando en carpeta Hugo Sánchez y Matías Almeyda. Conduciría al equipo a ser líder general del Clausura con 41 unidades y una racha de 14 partidos invicto. De igual forma, empató el récord de León como los clubes con más victorias consecutivas (12 triunfos) en la historia de la Primera División Mexicana e impuso una nueva marca en la institución, superando los 10 triunfos seguidos que logró Raúl Cárdenas en la temporada 1971-72. En los play-off resultó cuestionado en el primer juego de los cuartos de final, luego de dejar a Jonathan Rodríguez y Orbelín Pineda en el banquillo ante Toluca, sin embargo, pese a perder (2:1) el encuentro, supo reponerse y remontaron el marcador global (4:3) en su favor, con lo que se instalaron en semifinales. Superaron a Pachuca en una apretada serie con un solitario gol de Santiago Giménez en el partido de vuelta y se clasificaban a la final contra el Santos Laguna. 

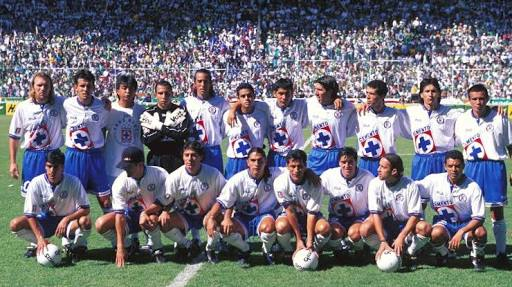
Reynoso se convirtió en el primero en lograr el campeonato del fútbol mexicano como jugador y entrenador de Cruz Azul.
Fotografía: Invierno, 1997.

El 30 de mayo se consagraron campeones tras vencer al conjunto lagunero 2:1 en el global para reclamar por novena ocasión el título del campeonato mexicano, luego de 23 años y medio de sequía desde 1997, cuando Reynoso capitaneó al equipo para ganar el trofeo. Con este episodio, se convirtió —en el primer entrenador de Cruz Azul de origen extranjero en obtener el título de liga, el primer técnico peruano en conquistar el balompié azteca y el primero en lograr el campeonato de liga tanto como jugador como entrenador del club celeste—, consolidándose como uno de los máximos referentes en la historia de la institución. Como gesto de gratitud, Reynoso le entregó su medalla de campeón a Enrique Meza, con quién siempre se mostró agradecido por llevarlo al equipo en 1994 y al cual ha considerado un mentor en su carrera. El 18 de julio levantó el Campeón de Campeones ante León en Los Ángeles, un día después de ser nombrado el mejor entrenador de la temporada en el país, con un doblete de Jonathan Rodríguez.
Con los éxitos conseguidos, fue nominado por la IFFHS a mejor entrenador del mundo en 2021, aunque finalmente quedó fuera de la tercia premiada. El torneo siguiente no pudieron repetir tan buen rendimiento, y la salida de la base de jugadores campeones fueron mermando al equipo de cara al año entrante, aun así, alcanzó dos veces las semifinales de la Copa de Campeones. Los problemas con la penosa dirección deportiva de Jaime Ordiales por la salida de jugadores, sumado a su deseo de querer estar en el vestuario con sus dirigidos, comenzaron a hacer mella, y tras avanzar hasta los cuartos de final del Clausura ante los Tigres de la UANL, que los dejó fuera por mejor posición en la tabla, el 19 de mayo de 2022 se anunció la abrupta salida de Reynoso del equipo. Tras este suceso, el 29 de junio el Cruz Azul demandó a Reynoso ante la Comisión de Conciliación y Resolución de Controversias de la FMF a efecto de evitar el pago de indemnización alguna e intentar que la resolución del contrato sea consignada como una medida de mutuo acuerdo entre las dos partes involucradas.
 Luego de ser cesado del cargo a mediados de mayo, Reynoso envió diversos requerimientos a la dirigencia del club exigiendo el pago de la indemnización que por contrato le correspondía, sin embargo, ninguno fue contestado formalmente por el conjunto celeste. El 27 de octubre, cuatro meses después de iniciada la demanda,  el organismo de la Federación Mexicana de Futbol resolvió en favor del entrenador peruano al acreditar el despido injustificado y no una salida de mutuo acuerdo, como argumentaba Cruz Azul, cuando al técnico le restaban todavía siete meses de contrato.
Selección Peruana
El 2 de agosto del 2022, luego de la salida de Ricardo Gareca, Reynoso fue anunciado como el nuevo DT de la selección de fútbol del Perú, con miras al proceso clasificatorio del Mundial de 2026. Debido a las críticas por su desempeño y la displicencia mostrada por el combinado, con 4 derrotas, 2 empates y un solo gol anotado en el empate (1:1) ante  Venezuela en el Estadio Nacional durante los seis primeros encuentros de las eliminatorias, la Federación Peruana de Fútbol aceptó la propuesta de retirar al entrenador de la selección. El 23 de noviembre de 2023, fue notificado por Juan Carlos Oblitas de que no continuaría a cargo de la selección peruana, y más tarde, el 13 de diciembre se anunció oficialmente el cese de Reynoso.
Segunda etapa con FBC Melgar
El 5 de agosto de 2025 el Melgar anunció a Reynoso como entrenador del equipo para el resto del Clausura, con un contrato hasta el 2026, significando su regreso a la institución desde el año 2017.

## Selección nacional
Reynoso debutó con la selección peruana a las órdenes del técnico Manuel Mayorga, con sólo dieciséis años, el 28 de enero de 1986, en un partido amistoso perdido (1:3) ante China. Para entonces, había realizado su proceso con la sub-16 en 1985, disputó los Juegos Suramericanos de 1986 y también vio minutos con la sub-20 en 1987. Ese mismo año el técnico Fernando Cuéllar lo convocó para la Copa América, donde disputó un partido como suplente de la selección nacional, que finalmente no logró avanzar de grupo, registrando dos empates. Poco después se ganó un lugar como titular y dos años después volvió a participar en la competición. Allí disputó todos los minutos de los cuatro partidos. El 1 de julio de 1989, anotó su primer gol como internacional en la derrota (2:5) de la fase de grupos ante Paraguay. Su equipo, dirigido por el técnico brasileño Pepe, terminó como antes su participación en el torneo sudamericano en la fase de grupos. También apareció en el campo cuatro veces durante las eliminatorias para el Mundial de 1990, pero los peruanos no lograron clasificarse para el torneo.
En 1993, Reynoso fue incluido en el plantel seleccionado por el técnico Vladimir Popović para su tercer torneo de Copa América. En Ecuador formó una sólida dupla de defensas con José Soto y disputó los cuatro partidos desde el primero hasta el último minuto, quedando en la lista de goleadores del partido de cuartos de final ante México (2:4). Su selección nacional quedó eliminada de la competición en cuartos de final. Registró cinco partidos en las eliminatorias para el Mundial de 1994, también fallidas con la selección peruana. En 1995, fue nuevamente convocado para la Copa América, pero en ocasión fue suplente en el equipo dirigido por Miguel Company, no tuvo minutos de juego, y su equipo finalizó su participación en la competición en la fase de grupos. Sin embargo, tuvo un lugar en el once inicial de la selección durante las eliminatorias para el Mundial de 1998, disputando quince partidos y anotando un gol en los partidos contra Colombia (1:1) y Venezuela (4:1), pero nuevamente no lograron avanzar al campeonato mundial.
En 1999, Reynoso participó en su quinto y último torneo de Copa América, disputando tres de los cuatro partidos de la competencia. Su equipo, dirigido en ese momento por el técnico Juan Carlos Oblitas, finalizó su participación en el torneo en cuartos de final. En el año 2000, el técnico colombiano Francisco Maturana lo convocó para la Copa Oro de Norteamérica, donde su equipo llegó a semifinales y disputó los cuatro partidos. Estos también fueron sus últimos encuentros con la selección, de la cual fue capitán durante muchos años. Disputó 84 partidos y marcó 5 goles como internacional.

### Participaciones en Copa América
| Copa              | Sede      | Resultado        | Partidos | Goles |
| ----------------- | --------- | ---------------- | -------- | ----- |
| Copa América 1987 | Argentina | Primera fase     | 1        | 0     |
| Copa América 1989 | Brasil    | Primera fase     | 4        | 1     |
| Copa América 1993 | Ecuador   | Cuartos de final | 4        | 1     |
| Copa América 1995 | Uruguay   | Primera fase     | 0        | 0     |
| Copa América 1999 | Paraguay  | Cuartos de final | 3        | 0     |

### Participaciones en Clasificatorias a Copas del Mundo
| Eliminatorias   | País           | Resultado      | Partidos | Goles |
| --------------- | -------------- | -------------- | -------- | ----- |
| Mundial de 1990 | Italia         | No clasificado | 4        | 0     |
| Mundial de 1994 | Estados Unidos | No clasificado | 5        | 0     |
| Mundial de 1998 | Francia        | No clasificado | 15       | 2     |

### Participaciones en Copa Oro
| Copa          | Sede           | Resultado   | Partidos | Goles |
| ------------- | -------------- | ----------- | -------- | ----- |
| Copa Oro 2000 | Estados Unidos | Semifinales | 4        | 0     |

## Estadísticas

### Jugador
| Club                             | Div.           | Temporada      | Liga  | Liga  | Copas nacionales * | Copas nacionales * | Copas internacionales | Copas internacionales | Total | Total |
| Club                             | Div.           | Temporada      | Part. | Goles | Part.              | Goles              | Part.                 | Goles                 | Part. | Goles |
| -------------------------------- | -------------- | -------------- | ----- | ----- | ------------------ | ------------------ | --------------------- | --------------------- | ----- | ----- |
| Alianza Lima · Perú              | 1.ª            | 1986           | 15    | 0     | –                  | –                  | –                     | –                     | 15    | 0     |
| Alianza Lima · Perú              | 1.ª            | 1987           | 18    | 0     | –                  | –                  | 4                     | 0                     | 22    | 0     |
| Alianza Lima · Perú              | 1.ª            | 1988           | 22    | 1     | –                  | –                  | 4                     | 1                     | 26    | 2     |
| Alianza Lima · Perú              | 1.ª            | 1989           | 26    | 1     | –                  | –                  | –                     | –                     | 26    | 1     |
| Alianza Lima · Perú              | 1.ª            | 1990           | 11    | 0     | –                  | –                  | –                     | –                     | 11    | 0     |
| Alianza Lima · Perú              | 1.ª            | 1991           | 30    | 2     | –                  | –                  | –                     | –                     | 30    | 2     |
| Alianza Lima · Perú              | 1.ª            | 1992           | 30    | 1     | –                  | –                  | –                     | –                     | 30    | 1     |
| Alianza Lima · Perú              | Total club     | Total club     | 152   | 5     | 0                  | 0                  | 8                     | 1                     | 160   | 6     |
| Sabadell · España                | 2.ª            | 1990-91        | 14    | 0     | –                  | –                  | –                     | –                     | 14    | 0     |
| Sabadell · España                | Total club     | Total club     | 14    | 0     | 0                  | 0                  | 0                     | 0                     | 14    | 0     |
| Universitario de Deportes · Perú | 1.ª            | 1993           | 25    | 3     | –                  | –                  | 6                     | 0                     | 31    | 3     |
| Universitario de Deportes · Perú | 1.ª            | 1994           | 12    | 1     | –                  | –                  | 8                     | 0                     | 20    | 1     |
| Universitario de Deportes · Perú | Total club     | Total club     | 37    | 4     | 0                  | 0                  | 14                    | 0                     | 51    | 4     |
| Cruz Azul · México               | 1.ª            | 1994-95        | 34    | 1     | 1                  | 0                  | –                     | –                     | 35    | 1     |
| Cruz Azul · México               | 1.ª            | 1995-96        | 34    | 0     | 5                  | 0                  | –                     | –                     | 39    | 0     |
| Cruz Azul · México               | 1.ª            | 1996-97        | 30    | 0     | 9                  | 0                  | 4                     | 1                     | 43    | 1     |
| Cruz Azul · México               | 1.ª            | 1997-98        | 35    | 5     | –                  | –                  | –                     | –                     | 35    | 5     |
| Cruz Azul · México               | 1.ª            | 1998-99        | 32    | 2     | 1                  | 0                  | –                     | –                     | 33    | 2     |
| Cruz Azul · México               | 1.ª            | 1999-00        | 36    | 2     | 4                  | 0                  | –                     | –                     | 40    | 2     |
| Cruz Azul · México               | 1.ª            | 2000-01        | 26    | 4     | 6                  | 1                  | 3                     | 1                     | 35    | 6     |
| Cruz Azul · México               | 1.ª            | 2001-02        | 33    | 0     | 4                  | 1                  | –                     | –                     | 37    | 1     |
| Cruz Azul · México               | Total club     | Total club     | 260   | 14    | 30                 | 2                  | 7                     | 2                     | 297   | 18    |
| Necaxa · México                  | 1.ª            | 2002-03        | 28    | 1     | –                  | –                  | 1                     | 0                     | 29    | 1     |
| Necaxa · México                  | 1.ª            | 2003-04        | 31    | 0     | –                  | –                  | –                     | –                     | 31    | 0     |
| Necaxa · México                  | 1.ª            | 2004-05        | 17    | 1     | –                  | –                  | –                     | –                     | 17    | 1     |
| Necaxa · México                  | Total club     | Total club     | 76    | 2     | 0                  | 0                  | 1                     | 0                     | 77    | 2     |
| Parcial clubes                   | Parcial clubes | Parcial clubes | 539   | 25    | 30                 | 2                  | 30                    | 3                     | 599   | 30    |

Nota * : no se cuenta con registros detallados de su participación en torneos regionales ni en copas nacionales a lo largo de su carrera.

#### Selección
| Selección       | Año             | Amistosos | Amistosos | Eliminatorias | Eliminatorias | Copa América | Copa América | Copa Oro | Copa Oro | Total | Total |
| Selección       | Año             | Part.     | Goles     | Part.         | Goles         | Part.        | Goles        | Part.    | Goles    | Part. | Goles |
| --------------- | --------------- | --------- | --------- | ------------- | ------------- | ------------ | ------------ | -------- | -------- | ----- | ----- |
| Perú            |                 |           |           |               |               |              |              |          |          |       |       |
| 1986            | 3               | 0         | –         | –             | –             | –            | –            | –        | 3        | 0     |       |
| 1987            | 2               | 0         | –         | –             | 1             | 0            | –            | –        | 3        | 0     |       |
| 1988            | 4               | 0         | –         | –             | –             | –            | –            | –        | 4        | 0     |       |
| 1989            | 8               | 1         | 4         | 0             | 4             | 1            | –            | –        | 16       | 2     |       |
| 1992            | 1               | 0         | –         | –             | –             | –            | –            | –        | 1        | 0     |       |
| 1993            | 10              | 0         | 5         | 0             | 4             | 1            | –            | –        | 19       | 1     |       |
| 1994            | 3               | 0         | –         | –             | –             | –            | –            | –        | 3        | 0     |       |
| 1995            | 1               | 0         | –         | –             | –             | –            | –            | –        | 1        | 0     |       |
| 1996            | 3               | 0         | 6         | 2             | –             | –            | –            | –        | 9        | 2     |       |
| 1997            | 2               | 0         | 9         | 0             | –             | –            | –            | –        | 11       | 0     |       |
| 1998            | 2               | 0         | –         | –             | –             | –            | –            | –        | 2        | 0     |       |
| 1999            | 5               | 0         | –         | –             | 3             | 0            | –            | –        | 8        | 0     |       |
| 2000            | –               | –         | –         | –             | –             | –            | 4            | 0        | 4        | 0     |       |
| Total selección | Total selección | 44        | 1         | 24            | 2             | 12           | 2            | 4        | 0        | 84    | 5     |

#### Goles internacionales
| Goles internacionales con la Selección del Perú | Goles internacionales con la Selección del Perú | Goles internacionales con la Selección del Perú | Goles internacionales con la Selección del Perú | Goles internacionales con la Selección del Perú | Goles internacionales con la Selección del Perú | Goles internacionales con la Selección del Perú | Goles internacionales con la Selección del Perú |
| Gol                                             | Fecha                                           | Sede                                            | Oponente                                        | Marcador                                        | Resultado                                       | Competición                                     |                                                 |
| ----------------------------------------------- | ----------------------------------------------- | ----------------------------------------------- | ----------------------------------------------- | ----------------------------------------------- | ----------------------------------------------- | ----------------------------------------------- | ----------------------------------------------- |
| 1.                                              | 1 de julio de 1989                              | Estadio Fonte Nova, Salvador, Brasil            | Paraguay                                        | 4–2                                             | 5–2                                             | Copa América 1989                               |                                                 |
| 2.                                              | 25 de julio de 1989                             | Estadio Carlos Dittborn, Arica, Chile           | Chile                                           | 2–1                                             | 2–1                                             | Amistoso                                        |                                                 |
| 3.                                              | 27 de junio de 1993                             | Estadio Olímpico Atahualpa, Quito, Ecuador      | México                                          | 4–2                                             | 4–2                                             | Copa América 1993                               |                                                 |
| 4.                                              | 2 de junio de 1996                              | Estadio Nacional del Perú, Lima, Perú           | Colombia                                        | 1–0                                             | 1–1                                             | Clasificación para la Copa Mundial 1998         |                                                 |
| 5.                                              | 10 de noviembre de 1996                         | Estadio Nacional del Perú, Lima, Perú           | Venezuela                                       | 1–0                                             | 4–1                                             | Clasificación para la Copa Mundial 1998         |                                                 |

### Entrenador
| Equipo                     | Div.         | Temporada    | Liga | Liga | Liga | Liga | Liga |    | Copa | Copa | Copa | Copa |    | Internacional | Internacional | Internacional | Internacional | Internacional |   | Otros | Otros | Otros | Otros |     | Totales     | Totales | Totales | Totales | Totales | Totales | Totales | Totales |
| Equipo                     | Div.         | Temporada    | PD   | G    | E    | P    | Pos. | PD | G    | E    | P    | PD   | G  | E             | P             | Pos.          | PD            | G             | E | P     | PD    | G     | E     | P   | Rendimiento | GF      | GC      | Dif.    |         |         |         |         |
| -------------------------- | ------------ | ------------ | ---- | ---- | ---- | ---- | ---- | -- | ---- | ---- | ---- | ---- | -- | ------------- | ------------- | ------------- | ------------- | ------------- | - | ----- | ----- | ----- | ----- | --- | ----------- | ------- | ------- | ------- | ------- | ------- | ------- | ------- |
| Coronel Bolognesi · Perú   | 1.ª          | 2007         | 21   | 7    | 8    | 6    | 2.º  | -  | -    | -    | -    | 2    | 1  | 0             | 1             | FP            | -             | -             | - | -     | 23    | 8     | 8     | 7   | 46.37%      | 21      | 17      | +4      |         |         |         |         |
| Coronel Bolognesi · Perú   | 1.ª          | 2008         | 20   | 6    | 6    | 8    | Inc. | -  | -    | -    | -    | 6    | 0  | 2             | 4             | FG            | -             | -             | - | -     | 26    | 6     | 8     | 12  | 33.34%      | 21      | 27      | -6      |         |         |         |         |
| Coronel Bolognesi · Perú   | Total        | Total        | 41   | 13   | 14   | 14   | -    | -  | -    | -    | -    | 8    | 1  | 2             | 5             | -             | -             | -             | - | -     | 49    | 14    | 16    | 19  | 39.45%      | 42      | 44      | -2      |         |         |         |         |
| Universitario · Perú       | 1.ª          | 2009         | 46   | 24   | 12   | 10   | 1.º  | -  | -    | -    | -    | 5    | 2  | 2             | 1             | FG            | -             | -             | - | -     | 51    | 26    | 14    | 11  | 60.13%      | 63      | 40      | +23     |         |         |         |         |
| Universitario · Perú       | 1.ª          | 2010         | 21   | 11   | 3    | 7    | Inc. | -  | -    | -    | -    | 8    | 2  | 5             | 1             | 1/8           | -             | -             | - | -     | 29    | 13    | 8     | 8   | 54.03%      | 36      | 22      | +14     |         |         |         |         |
| Universitario · Perú       | Total        | Total        | 67   | 35   | 15   | 17   | -    | -  | -    | -    | -    | 13   | 4  | 7             | 2             | -             | -             | -             | - | -     | 80    | 39    | 22    | 19  | 57.92%      | 99      | 62      | +37     |         |         |         |         |
| Juan Aurich · Perú         | 1.ª          | 2010         | 16   | 7    | 3    | 6    | 6.º  | -  | -    | -    | -    | -    | -  | -             | -             | -             | -             | -             | - | -     | 16    | 7     | 3     | 6   | 50%         | 22      | 18      | +4      |         |         |         |         |
| Juan Aurich · Perú         | Total        | Total        | 16   | 7    | 3    | 6    | -    | -  | -    | -    | -    | -    | -  | -             | -             | -             | -             | -             | - | -     | 16    | 7     | 3     | 6   | 50%         | 22      | 18      | +4      |         |         |         |         |
| Sporting Cristal · Perú    | 1.ª          | 2011         | 12   | 4    | 4    | 4    | Inc. | 6  | 3    | 3    | 0    | -    | -  | -             | -             | -             | -             | -             | - | -     | 18    | 7     | 7     | 4   | 51.85%      | 18      | 19      | -1      |         |         |         |         |
| Sporting Cristal · Perú    | Total        | Total        | 12   | 4    | 4    | 4    | -    | 6  | 3    | 3    | 0    | -    | -  | -             | -             | -             | -             | -             | - | -     | 18    | 7     | 7     | 4   | 51.85%      | 18      | 19      | -1      |         |         |         |         |
| Cruz Azul Hidalgo · México | 2.ª          | 2013-C       | 14   | 3    | 3    | 8    | 14.º | 6  | 1    | 2    | 3    | -    | -  | -             | -             | -             | -             | -             | - | -     | 20    | 4     | 5     | 11  | 28.33%      | 21      | 33      | -12     |         |         |         |         |
| Cruz Azul Hidalgo · México | 2.ª          | 2013-A       | 14   | 4    | 5    | 5    | 10.º | 6  | 1    | 5    | 0    | -    | -  | -             | -             | -             | -             | -             | - | -     | 20    | 5     | 10    | 5   | 41.67%      | 18      | 19      | -1      |         |         |         |         |
| Cruz Azul Hidalgo · México | Total        | Total        | 28   | 7    | 8    | 13   | -    | 12 | 2    | 7    | 3    | -    | -  | -             | -             | -             | -             | -             | - | -     | 40    | 9     | 15    | 16  | 35%         | 39      | 52      | -13     |         |         |         |         |
| FBC Melgar · Perú          | 1.ª          | 2014         | 30   | 14   | 10   | 6    | 3.º  | 14 | 6    | 4    | 4    | -    | -  | -             | -             | -             | -             | -             | - | -     | 44    | 20    | 14    | 10  | 56.06%      | 62      | 44      | +18     |         |         |         |         |
| FBC Melgar · Perú          | 1.ª          | 2015         | 37   | 20   | 12   | 5    | 1.º  | 10 | 6    | 0    | 4    | 2    | 1  | 0             | 1             | FP            | -             | -             | - | -     | 49    | 27    | 12    | 10  | 63.26%      | 84      | 48      | +36     |         |         |         |         |
| FBC Melgar · Perú          | 1.ª          | 2016         | 48   | 22   | 14   | 12   | 2.º  | -  | -    | -    | -    | 6    | 0  | 0             | 6             | FG            | -             | -             | - | -     | 54    | 22    | 14    | 18  | 49.38%      | 74      | 65      | +9      |         |         |         |         |
| FBC Melgar · Perú          | 1.ª          | 2017         | 37   | 16   | 12   | 9    | Inc. | -  | -    | -    | -    | 6    | 1  | 0             | 5             | FG            | -             | -             | - | -     | 43    | 17    | 12    | 14  | 48.83%      | 60      | 55      | +5      |         |         |         |         |
| Cusco · Perú               | 1.ª          | 2019         | 14   | 5    | 5    | 4    | Inc. | 4  | 4    | 0    | 0    | -    | -  | -             | -             | -             | -             | -             | - | -     | 18    | 9     | 5     | 4   | 59.26%      | 25      | 15      | +10     |         |         |         |         |
| Cusco · Perú               | Total        | Total        | 14   | 5    | 5    | 4    | -    | 4  | 4    | 0    | 0    | -    | -  | -             | -             | -             | -             | -             | - | -     | 18    | 9     | 5     | 4   | 59.26%      | 25      | 15      | +10     |         |         |         |         |
| Puebla · México            | 1.ª          | 2019-A       | 13   | 4    | 3    | 6    | 18.º | 3  | 0    | 2    | 1    | -    | -  | -             | -             | -             | -             | -             | - | -     | 16    | 4     | 5     | 7   | 35.42%      | 17      | 20      | -3      |         |         |         |         |
| Puebla · México            | 1.ª          | 2020-C       | 10   | 4    | 2    | 4    | Null | -  | -    | -    | -    | -    | -  | -             | -             | -             | -             | -             | - | -     | 10    | 4     | 2     | 4   | 46.67%      | 7       | 7       | 0       |         |         |         |         |
| Puebla · México            | 1.ª          | 2020-G       | 20   | 7    | 3    | 10   | 1/4  | -  | -    | -    | -    | -    | -  | -             | -             | -             | -             | -             | - | -     | 20    | 7     | 3     | 10  | 40%         | 26      | 30      | -4      |         |         |         |         |
| Puebla · México            | Total        | Total        | 43   | 15   | 8    | 20   | -    | 3  | 0    | 2    | 1    | -    | -  | -             | -             | -             | -             | -             | - | -     | 46    | 15    | 10    | 21  | 39.86%      | 50      | 57      | -7      |         |         |         |         |
| Cruz Azul · México         | 1.ª          | 2021-C       | 23   | 16   | 4    | 3    | 1.º  | -  | -    | -    | -    | -    | -  | -             | -             | -             | 1             | 1             | 0 | 0     | 24    | 17    | 4     | 3   | 76.39%      | 35      | 16      | +19     |         |         |         |         |
| Cruz Azul · México         | 1.ª          | 2021-A       | 18   | 5    | 8    | 5    | 8.º  | -  | -    | -    | -    | 6    | 3  | 1             | 2             | 1/2           | -             | -             | - | -     | 24    | 8     | 9     | 7   | 45.83%      | 35      | 27      | +8      |         |         |         |         |
| Cruz Azul · México         | 1.ª          | 2022-C       | 20   | 8    | 5    | 7    | 1/4  | -  | -    | -    | -    | 6    | 3  | 2             | 1             | 1/2           | -             | -             | - | -     | 26    | 11    | 7     | 8   | 51.28%      | 29      | 23      | +6      |         |         |         |         |
| Cruz Azul · México         | Total        | Total        | 61   | 29   | 17   | 15   | -    | -  | -    | -    | -    | 12   | 6  | 3             | 3             | -             | 1             | 1             | 0 | 0     | 74    | 36    | 20    | 18  | 57.66%      | 99      | 66      | +33     |         |         |         |         |
| FBC Melgar · Perú          | 1.ª          | 2025         | 0    | 0    | 0    | 0    | -    | -  | -    | -    | -    | -    | -  | -             | -             | -             | -             | -             | - | -     | 0     | 0     | 0     | 0   | 0.00%       | 0       | 0       | 0       |         |         |         |         |
| FBC Melgar · Perú          | Total        | Total        | 152  | 72   | 48   | 32   | -    | 24 | 12   | 4    | 8    | 14   | 2  | 0             | 12            | -             | -             | -             | - | -     | 190   | 86    | 52    | 52  | 54.38%      | 280     | 212     | +68     |         |         |         |         |
| Total clubes               | Total clubes | Total clubes | 434  | 187  | 122  | 125  | -    | 49 | 21   | 16   | 12   | 47   | 13 | 12            | 22            | -             | 1             | 1             | 0 | 0     | 531   | 222   | 150   | 159 | 51.23%      | 674     | 545     | +129    |         |         |         |         |
| 1. 2. 3.                   |              |              |      |      |      |      |      |    |      |      |      |      |    |               |               |               |               |               |   |       |       |       |       |     |             |         |         |         |         |         |         |         |

#### Selección
| Perú            | 2022-23         | - | - | - | - | - | - | - | - | - | - | - | - | - | - | 6 | 3 | 1 | 2 | 6  | 3 | 1 | 2 | 55.56% | 6 | 4  | +2 |
| Perú            | 2023-24         | - | - | - | - | - | 6 | 0 | 2 | 4 | - | - | - | - | - | 2 | 1 | 0 | 1 | 8  | 1 | 2 | 5 | 20.83% | 3 | 12 | -9 |
| Total selección | Total selección | 0 | 0 | 0 | 0 | - | 6 | 0 | 2 | 4 | 0 | 0 | 0 | 0 | - | 8 | 4 | 1 | 3 | 14 | 4 | 3 | 7 | 35.71% | 9 | 16 | -7 |

#### Resumen por competiciones
| Competición                | Partidos | Ganados | Empatados | Perdidos | %      | Resultado        |
| Clubes                     | Clubes   | Clubes  | Clubes    | Clubes   | Clubes | Clubes           |
| -------------------------- | -------- | ------- | --------- | -------- | ------ | ---------------- |
| Primera División de México | 104      | 44      | 25        | 35       | 50.32% | Campeón          |
| Primera División del Perú  | 302      | 136     | 89        | 77       | 54.85% | Campeón          |
| Liga de Ascenso de México  | 28       | 7       | 8         | 13       | 34.52% | 10.º lugar       |
| Copa México                | 15       | 2       | 9         | 4        | 33.33% | Fase de grupos   |
| Copa del Inca              | 30       | 15      | 7         | 8        | 57.78% | Semifinales      |
| Copa Bicentenario          | 4        | 4       | 0         | 0        | 100%   | Octavos de final |
| Campeón de Campeones       | 1        | 1       | 0         | 0        | 100%   | Campeón          |
| Copa Libertadores          | 31       | 5       | 9         | 17       | 25.81% | Octavos de final |
| Copa de Campeones          | 12       | 6       | 3         | 3        | 58.33% | Semifinales      |
| Copa Sudamericana          | 4        | 2       | 0         | 2        | 50%    | Fase previa      |
| Total clubes               | 531      | 222     | 150       | 159      | 51.23% | Siete títulos    |
| Selecciones                |          |         |           |          |        |                  |
| Clasificatorias Mundial    | 6        | 0       | 2         | 4        | 11.11% | 10.º lugar       |
| Amistosos                  | 8        | 4       | 1         | 3        | 54.17% | +4 PG            |
| Total selección            | 14       | 4       | 3         | 7        | 35.71% | Sin títulos      |
| Total en su carrera        | 545      | 226     | 153       | 166      | 50.83% | Siete títulos    |

## Palmarés

### Como jugador

#### Títulos regionales
| Título                     | Club         | Región      | Año  |
| -------------------------- | ------------ | ----------- | ---- |
| Torneo Descentralizado «B» | Alianza Lima | Lima-Callao | 1988 |
| Torneo Metropolitano       | Alianza Lima | Lima-Callao | 1989 |

Nota * : otros títulos oficiales.
| Título *               | Club         | País | Año  |
| ---------------------- | ------------ | ---- | ---- |
| Torneo Descentralizado | Alianza Lima | Perú | 1986 |
| Torneo Descentralizado | Alianza Lima | Perú | 1987 |

#### Títulos nacionales
| Título             | Club          | País   | Año  |
| ------------------ | ------------- | ------ | ---- |
| Campeonato de Liga | Universitario | Perú   | 1993 |
| Copa México        | Cruz Azul     | México | 1996 |
| Campeonato de Liga | Cruz Azul     | México | 1997 |

#### Títulos internacionales
| Título            | Club      | Sede             | Año  |
| ----------------- | --------- | ---------------- | ---- |
| Copa de Campeones | Cruz Azul | Guatemala        | 1996 |
| Copa de Campeones | Cruz Azul | Washington D. C. | 1997 |

### Como entrenador
Nota * : otros títulos oficiales.
| Título *         | Club              | País | Año  |
| ---------------- | ----------------- | ---- | ---- |
| Torneo Clausura  | Coronel Bolognesi | Perú | 2007 |
| Torneo Clausura  | Melgar            | Perú | 2015 |
| Torneo de Verano | Melgar            | Perú | 2017 |

#### Títulos nacionales
| Título               | Club          | País   | Año  |
| -------------------- | ------------- | ------ | ---- |
| Campeonato de Liga   | Universitario | Perú   | 2009 |
| Campeonato de Liga   | Melgar        | Perú   | 2015 |
| Campeonato de Liga   | Cruz Azul     | México | 2021 |
| Campeón de Campeones | Cruz Azul     | México | 2021 |

### Distinciones individuales
| Distinción                                   | Año        |
| -------------------------------------------- | ---------- |
| Central del año en México                    | 1997       |
| Central del año en México                    | 1998       |
| Entrenador del año en Perú                   | 2009       |
| Entrenador del año en Perú                   | 2015       |
| Entrenador del año en Perú                   | 2016       |
| Entrenador del año en México                 | 2021       |
| Entrenador del equipo All-Star de la Liga MX | 2021       |
| Entrenador del año en Sudamérica por El País | 2021 (7.º) |